# Věžnice (powiat Igława)
Věžnice – gmina w Czechach, w powiecie Igława, w kraju Wysoczyna.
1 stycznia 2017 gminę zamieszkiwało 146 osób, a ich średni wiek wynosił 41,4 roku.